# Giulio Racah
Giulio Racah (Firenze, 9 febbraio 1909 – Firenze, 28 agosto 1965) è stato un fisico e matematico italiano, di origine israelita, noto anche come Joel Racah e Yoel Racah.

## Biografia
Nacque a Firenze da Adriano Racah, ingegnere laureato in diritto marittimo, e da Pia Fano. Erano suoi cugini il fisico Ugo Fano e l'ingegnere Roberto Fano. Conseguì la laurea in fisica all'Università di Firenze nel 1930, e successivamente studiò a Roma con Enrico Fermi. Nel 1937 fu nominato professore di fisica a Pisa.
Estromesso dall'insegnamento universitario nel 1938 a causa delle leggi razziali italiane, l'anno successivo Racah emigrò nella Palestina mandataria (allora organizzata come Mandato britannico della Palestina). Attivo sionista, al punto da aver messo a disposizione le sue proprietà terriere in Toscana per quei giovani che si preparavano ai lavori agricoli per emigrare in Palestina, Racah aveva già visitato il paese nel 1934. Racah fu nominato professore di Fisica Teorica alla Università Ebraica di Gerusalemme, dove in seguito fu preside della facoltà di Scienze, e infine rettore e presidente attivo. Non rinunciò per questo al suo impegno sionista, come membro dell'Haganah nel periodo dal 1942 al 1948.
Come studioso, Racah si concentrò principalmente nei campi della fisica quantistica e della spettroscopia atomica. Per primo derivò una procedura generale per classificare i livelli energetici di atomi con configurazione "open shell" (ossia con elettroni spaiati), che rimane ancor oggi il metodo accettato per il calcolo della struttura atomica. Il formalismo fu descritto in un libro monografico preparato insieme ad Ugo Fano. Nel 1958 vinse l'Israel Prize per i contributi che aveva fornito nel campo della fisica durante la sua vita.
Morì per una fuga di gas nella casa di famiglia a Firenze, dove aveva fatto sosta durante un viaggio da Israele ad Amsterdam, città nella quale avrebbe dovuto prendere parte a un congresso.